# 苏尔丹乌丁·阿哈默德
苏尔丹乌丁·阿哈默德又譯苏丹努丁·艾哈迈德（1902年—1977年4月8日），是一名巴基斯坦和孟加拉国政治家和外交官，曾任巴基斯坦驻华大使和东巴基斯坦总督。

## 早年
苏尔丹乌丁·艾哈迈德于1902年出生于东孟加拉的纳辛迪，于1926年毕业于达卡大学。

## 政治生涯
1927年，他开始在达卡从事法律工作。他先后担任达卡大学法律系的讲师、达卡大学的代理副校长、东巴基斯坦的检察官、达卡中央合作银行的董事及副董事长、巴基斯坦国家银行董事、全印穆斯林联盟的助理部长。
1943年，他当选为孟加拉立法议会议员，任职至1947年。印巴分治后，他被任命为巴基斯坦驻缅甸大使。1955年4月任巴基斯坦驻华大使。1958年4月26日，他被任命为东巴基斯坦总督，并于5月3日宣誓就职。后由扎基尔·侯赛因接任。1959年1月至1964年1月，他担任巴基斯坦驻印度尼西亚大使。1964-1965年间，他作为巴基斯坦代表团成员参与联合国大会。

## 晚年
第三次印巴战争结束后，艾哈迈德留在孟加拉国并加入了孟加拉国人民联盟，1977年4月8日在达卡去世。